# 16.ª Brigada Motorizada de la Krajina
La 16.ª Brigada Motorizada de la Krajina era una unidad de combate del 1.º Cuerpo de la Krajina del Ejército de la República Srpska (VRS ). Fue producto de haber renombrado la 16.ª Brigada Proletaria Motorizada del Ejército Popular Yugoslavo (JNA), integrante del orden de batalla del 5.º Cuerpo de esa fuerza.
Su derrotero de guerra comenzó entre el 16 de septiembre de 1991, cuando cruzó el río Sava hacia Croacia. Combatió en Eslavonia Occidental en el año 1991 como brigada proletaria del JNA. En Bosnia, a partir de 1992, luchó en diversos frentes como brigada motorizada del VRS.
Por sus filas pasaron 12000 personas, 437 murieron y alrededor de 2.000 resultaron heridos.

## Historia de la Creación de la Brigada
Durante la lucha partisana de la Segunda Guerra Mundial, después de la liberación de Prijedor, la 1.ª Brigada NOU de la Krajina se formó en la aldea de Lamovita, municipio de Prijedor, por orden del Comando Operativo de la Krajina de Bosnia el 21 de mayo de 1942. Consistió en el Batallón de la 1.ª y 5.ª División de la Krajina y dos batallones del 2.º destacamento de Krajina. Tenía 1.025 combatientes en el día de la formación.
Posteriormente, el 22 de diciembre de 1951 pasó a denominarse 16.º Destacamento Proletario en Prijedor. Luego se trasladó a Banja Luka bajo el nombre del 16.º Regimiento. En 1985, el 16.º Regimiento se convertirá en la 16.ª Brigada Proletaria.

## Acciones de Guerra

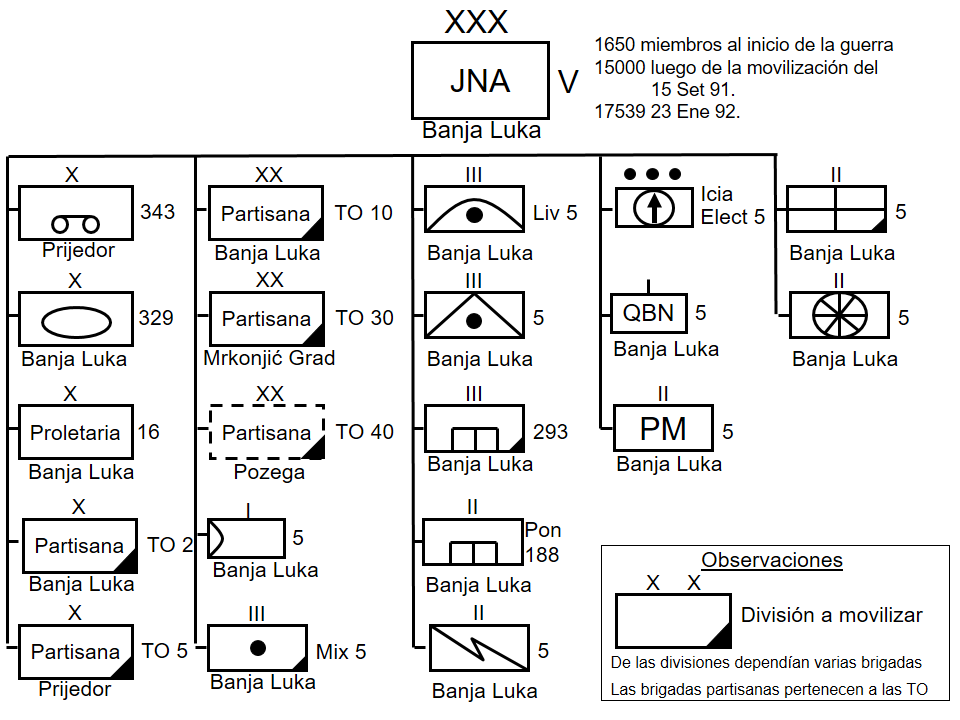
5.º Cuerpo del Ejército Popular Yugoslavo.

### 1991. Guerra de Croacia.
A inicios del año 1991, la 16.ª Brigada Proletaria Motorizada era una unidad clasificada como R, por lo que disponía de la cantidad mínima de personal para operar. A diferencia de las brigadas de las Fuerzas de Defensa Territorial (Teritorijalna odbrana - TO), la 16.ª era una unidad regular del Ejército Popular Yugoslavo, dependiente del Comando del 5.º Cuerpo del JNA.
Con el incremento de las tensiones en Croacia, se procedió a su movilización ente el 13 de junio al 15 de agosto de 1991. Los lugares de reunión fueron las aldeas de Mašići, Han Šibić y Berek, donde se realizaron ejercicios preparatorios.
El 15 de septiembre de 1991, después de fuego preparación de artillería, el JNA lanzó un ataque de tanques desde Okučani a Kosovac y Gornji Bogićevci, al este. Debido a pérdidas considerables, las fuerzas croatas se vieron obligadas a retirarse de estos dos lugares a Smrtić. Al día siguiente, unidades desde más al sur, integrantes de la 329.ª Brigada Blindada JNA apoyada por un batallón motorizado de la 16.ª Brigada Proletaria JNA, atacaron desde el Canal Strug y Okučani hacia las aldeas de Novi Varoš, Gređani, Čovac y Pivare con apoyo de artillería y fuerza aérea. Ese día murió el primer soldado de la brigada.
También a mediados de septiembre, el Batallón de la 265.ª Brigada Mecanizada del JNA, presente en Okučani desde el 17 de agosto (a cargo del Jefe de Estado Mayor de la brigada, Teniente Coronel Milan Čeleketić) cuando debía colocarse entre los croatas y los serbios, fue agregada a la 16.ª Brigada Proletaria Motorizada. Čeleketić quedó al mando de la brigada.
De acuerdo con las instrucciones de ataque del 19 de septiembre, la 329.ª Brigada Blindada estaba a cargo de la dirección Okučani - Nova Gradiška, la 14.ª Brigada Partisana para la dirección Okučani - Lipik - Daruvar y la 16.ª Brigada Motorizada Proletaria para la dirección Okučani - Novska. Junto con estas unidades, las unidades de la Defensa Territorial de Bosnia y Herzegovina incluidas en el 5.º Cuerpo, así como las milicias serbias de Eslavonia Occidental, participaron en el ataque.
Después de unos días, el resto de la brigada cruzó el río Sava y cuyas unidades rápidamente liberaron las aldeas en dirección a Gornji Rajić, Roždanik, Jazavica, Voćarica, Paklenica y parte de Stari Grabovac.
El 29 de octubre, miembros del 6.º Batallón de la 1.ª Brigada de ZNG, lanzaron un ataque contra las fuerzas del JNA en la aldea de Voćarica. Los croatas pudieron ingresar a la localidad y capturar al jefe del Batallón 3 de la 16.ª Brigada del JNA.
Para las operaciones en Eslavonia Occidental, la 16.ª Brigada Proletaria Motorizada fue reforzada por elementos de la 2.ª Brigada Partisana de las TO de Bosnia y Herzegovina, cuyos dos batallones se alternaron entre sí bajo el mando de dicha brigada del JNA. En noviembre, se desplegaron las unidades de la 2.ª Brigada Partisana en las aldeas de Voćarica y Paklenica y desde el 8 de diciembre, en el área entre las aldeas de Donji Čaglić y Donja Subocka.

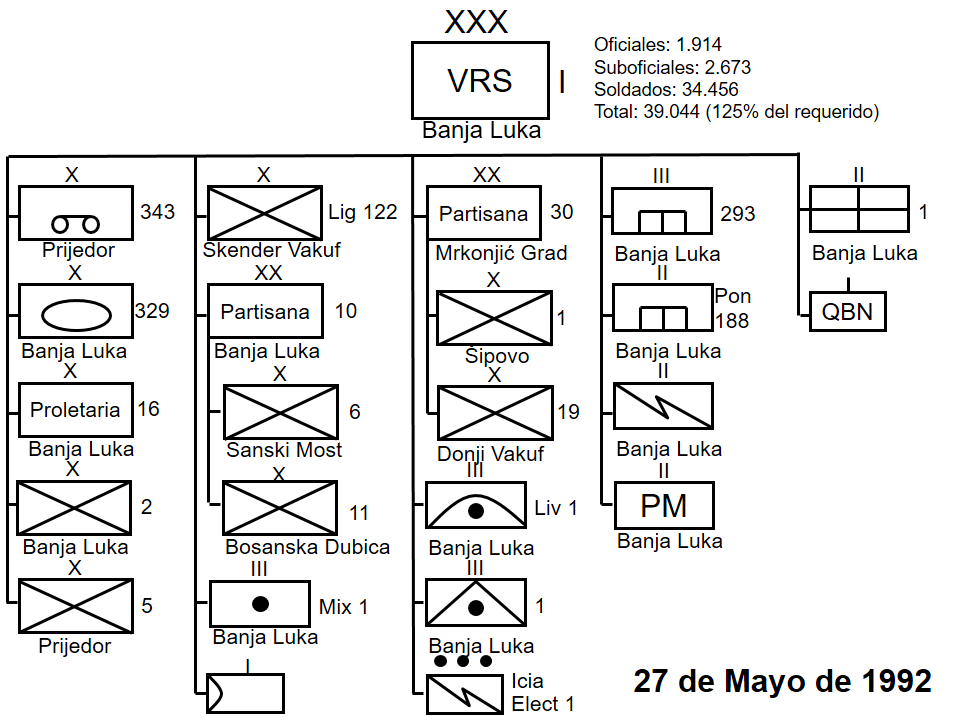
1.° Cuerpo de la Krajina del Vojska Republika Srpska

### 1992. Guerra en Bosnia y Herzegovina
Con el establecimiento del Ejército de la República Srpska el 9 de mayo de 1992, la brigada recibe su nombre de 16º Brigada Motorizada de la Krajina bajo la dependencia del 1.° Cuerpo de la Krajina. 
A fines de mayo se llevó a cabo una nueva movilización en Manjača sumándose 1.500 miembros a la brigada.  
Debido al alto al fuego acordado el 2 de enero de 1992 en Sarajevo por el que se debía desmilitarizar Eslavonia Occidental, el 17 de junio recibió la orden del Comando del 1.° Cuerpo de la Krajina de replegarse de Croacia hacia las aldeas de Puraći (NO de Banja Luka), Simići y Crkvena (NE de Banja Luka).
La brigada participó a órdenes del teniente coronel Milan Čeleketić durante la Operación Corredor 92 entre junio y octubre. En el primer mes, ante la delicada situación del Grupo Operativo Doboj ante el avance del HV y HVO desde Slavonski Brod, el 7.° Batallón Motorizado de la 16.° Brigada Motorizada de Krajina (16.° kmbr) junto a una compañía de tanques de la 2.° Brigada Blindada fue enviado como refuerzo.
La 16. Kmtbr participó en la segunda etapa de la operación, a partir del 6 de julio, en sector entre el Grupo Táctico (GT) - 2 y GT - 3, en la dirección auxiliar: Podnovlje – Velika Brusnica. El 16 capturó Mala Brusnica y alcanzó el río Sava.
Luego de alcanzar el río, la brigada participó en la defensa de la ruta Donji Svilaj - Obodni Kanal mientras que una fracción participaba en los combates en Oštra Luka, en Gradačak para mantener abierto el Corredor de Posavina. Durante ese tiempo, el comandante de la brigada, teniente coronel Milan Čeleketić fue reemplazado por el coronel Novica Simić. Poco después, el comandante ascendió a general y pasó a comandar el Cuerpo de Bosnia Oriental del Ejército de la República Srpska. El nuevo comandante de la 16.ª Brigada pasó a ser el Teniente Coronel Vukadin Makagić.
Desde mediados de agosto a inicios de noviembre, las unidades de la 16.ª Brigada, entonces bajo el comando del coronel Slavko Lisica, participaron en la ocupación de Bosanski Brod. A la medianoche del 6 de octubre, las unidades de la brigada ingresaron a Brod y alcanzaron el río Sava.
Posteriormente, con funciones de seguridad, la brigada fue desplegada en la zona de Orašje. 
En diciembre recibió a su nuevo comandante, el Teniente Coronel Vlado Topić. En ese mes participa en la zona de Brčko en defensa del corredor bajo el comando del Cuerpo de Bosnia Oriental del Ejército de la República Srpska, encabezado por su excomandante, el mayor general Novica Simić.

### 1993 y 1994
Desde principios del año hasta el verano de 1993, la 16.ª Brigada ocupó un área de 33 km² en el Área Operativa del Corredor de Posavina. Posteriormente, después de un período de descanso, fue asignada al área de Doboj - Teslić. En noviembre y diciembre de 1993 se encontraba presente en los combates de Maglaj - Tešanj, al SE de Doboj. 

### Amotinamiento en Banja Luka
El 10 de septiembre de 1993, soldados de la 16.ª Brigada, del Batallón de Policía Militar 1 y otras unidades del 1.º Cuerpo de la Krajina se hicieron del control de Banja Luka y dominaron todos los accesos a la ciudad sin disparar. Denominaron a la acción "Septiembre 93". Constituyeron el "Cuartel General de Crisis", suspendieron todos los órganos de autoridad civiles y emitieron su proclama:
"...mientras peleábamos, la mayoría de nuestros conciudadanos y manipuladores hábiles, con la bendición de las autoridades existentes, aumentaron sus pertenencias privadas y llevaron a cabo sus depravados sueños políticos en la seguridad de la retaguardia. Luego, con una promoción pomposa por parte de los medios de comunicación, y arrojando migajas filantrópicas al pueblo y al ejército, se han convertido en los salvadores de la nación serbia de la noche a la mañana ... Hemos decidido lanzar una lucha contra todos nuestros conciudadanos que ha estado involucrados en negocios turbios o los han permitido, traicionando así los intereses del pueblo serbio ... ''
La situación alarmó a las autoridades militares y civiles ante el temor que cunda como ejemplo.
El Cuartel General de Crisis mostró un impresionante grado de habilidad política desde el principio. Anunciaron sus demandas en 18 puntos que se podían agrupar en tres: la mejora del estado social de los combatientes y el de sus familias, un impulso a la lucha contra el crimen y la corrupción y los problemas militares.
El 17 set depusieron su actitud tras negociar con Radovan Karadžić, quien les prometió mejoras sociales y la represión de los especuladores de guerra. El Cuartel General de Crisis pasó a llamarse "Comité de Monitoreo" de la lucha contra la corrupción. El gobierno de la Republika Srpska prometió: perdonar a todos los participantes de la acción "Septiembre de 93"; que toda la evidencia reunida por el Cuartel General de Crisis sería considerada por la comisión estatal y que los miembros del Cuartel General de Crisis tomarían parte en el trabajo de la comisión. La autoridad fue devuelta a los órganos civiles.

### 1995
Tras la caída de varios municipios de la Krajina Bosnia en septiembre de 1995 (Operación HV / ARBiH Maestral 2), el comando del VRS comenzó los preparativos para un contraataque como parte de la Operación Vaganj 95. Para este propósito, fueron enviados al sector del Sana, como parte del Décimo Grupo Operativo Prijedor (Comandante Radmilo Željaja) distintas brigadas del 1.° Cuerpo entre los que se incluyó al 1.º Batallón de Infantería de la 16.ª Brigada. Frente a Sanski Most, la 5.º Brigada Kozara y la 6.º Brigada Sana, entre el 18 y 22 de septiembre se defiende contra el avance del 5.º Cuerpo del ARBiH. El contraataque llega en septiembre a las afueras de Bosanska Krupa. Mientras las fuerzas combinadas de los Cuerpos 5.º y 7.º del ARBiH se apoderaron de Ključ, amenazando Mrkonjić Grad. Para detener ese ataque, el general Mladić envió al 1.° Batallón de la 16.ª Brigada, la 2.ª Brigada de la Krajina y otras fuerzas.  
Del 1 al 6 de octubre, las unidades VRS alcanzaron las afueras de Ključ. Sin embargo, el 6 de octubre, el 1.° Batallón de la 16.ª Brigada fue transferido urgentemente al área de Doboj, debido al avance de las unidades ARBiH en Ozren. Simultáneamente con la partida del Batallón, unos 10.000 soldados del 7.° Cuerpo ARBiH llegan al campo de batalla, razón por la cual el contraataque del VRS fue definitivamente detenido. En los próximos días, las unidades ARBiH conquistaron Sanski Most, mientras que las fuerzas croatas ocuparon Mrkonjić Grad. Esto terminó la Operación Vaganj 95. 
Luego de los Acuerdos de Dayton que provocaron el fin de la guerra, la brigada fue desmovilizada.

## Aspectos del orden de batalla

### Efectivos
|              | Efectivo Orgánico | Efectivo Real | Diferencia |
| ------------ | ----------------- | ------------- | ---------- |
| Oficiales    | 229               | 203           | %88,6      |
| Suboficiales | 188               | 380           | %202,1     |
| Soldados     | 4135              | 4384          | %106       |
| Total        | 4552              | 4967          | %109,1     |

### Estructura
La brigada poseía un batallón blindado. Durante las operaciones en Croacia, estaba dotado con 17 tanques T-34-85

### Autoridades de la Brigada
- Teniente Coronel Simo Marjanovic hasta el 13 de octubre, cuando muere en combate.[20]
- Teniente Coronel Milan Čeleketić: Fue Jefe de Estado Mayor de la 265 Brigada Mecanizada hasta septiembre de 1991. Luego pasó a ser comandante de la 16 Brigada Proletaria Motorizada.[21] Con el cambio de denominación y su transferencia al 1.° Cuerpo de la Krajina del Ejército de la Republika Srpska, en mayo de 1992, se mantuvo como su comandante.[22]
- Coronel Novica Simić. Julio de 1992.[21]
- Teniente Coronel Vukadin Makagić. Agosto de 1992.
- Coronel Slavko Lisica. Hasta noviembre de 1992.
- Teniente Coronel Vlado Topić. Desde diciembre de 1992 y hasta 1996.

## Enlaces relacionados
- Ejército de la Republika Srpska.
- 5.º Cuerpo del Ejército Popular Yugoslavo.
- 2.ª Brigada de la Krajina
- 5.º Brigada de Infantería Ligera de la Krajina
- 6.ª Brigada de Infantería Sana del Ejército de la Republika Srpska.
- 43.ª Brigada Motorizada del Ejército de la República Srpska

- Esta obra contiene una traducción parcial de los hechos en los años 1992 a 1995 y de las autoridades derivada de «16. крајишка моторизована бригада» de Wikipedia en serbio, concretamente de esta versión del 7 de noviembre de 2019, publicada por sus editores bajo la Licencia de documentación libre de GNU y la Licencia Creative Commons Atribución-CompartirIgual 4.0 Internacional.